# Eschau
Pour les articles homonymes, voir Eschau (homonymie).
Eschau [ɛʃo] (Aschöi en alsacien) est une commune française située dans la circonscription administrative du Bas-Rhin et, depuis le 1er janvier 2021, dans le territoire de la Collectivité européenne d'Alsace, en région Grand Est. Elle fait partie de l'Aire urbaine Sud de Strasbourg.
Cette commune se trouve dans la région historique et culturelle d'Alsace.

## Géographie

### Localisation
La commune est située à environ 10 km au sud de Strasbourg. Depuis 2015 elle fait partie du canton d'Illkirch Graffenstaden. Avant cette date elle faisait partie du canton de Geispolsheim
Elle fait aussi partie de l'Eurométropole de Strasbourg. Eschau est reliée à la commune allemande de Neuried par le pont Pierre-Pflimlin.
Wibolsheim, aujourd'hui un quartier au sud d'Eschau, est à l'origine un hameau qui partage l'histoire d'Eschau. Les autres quartiers composant la commune sont le Centre où se situe la mairie, les Vergers (au nord), les Grands Prés (au sud-est) et le Hetzlader (au nord-est).
Eschau a été récompensée par trois fleurs au concours des villes et villages fleuris.

### Communes limitrophes
| Fegersheim   | Illkirch-Graffenstaden | Strasbourg                             |
| Ichtratzheim | Eschau                 | Neuried (Bade-Wurtemberg) ( Allemagne) |
| Hipsheim     | Nordhouse              | Plobsheim                              |

### Géologie et relief
Hydrogéologie et climatologie : Système d’information pour la gestion de l’Aquifère rhénan, par le BRGM :
Territoire communal : Occupation du sol (Corinne Land Cover); Cours d'eau (BD Carthage),
Géologie : Carte géologique; Coupes géologiques et techniques,
 Hydrogéologie : Masses d'eau souterraine; BD Lisa; Cartes piézométriques.

### Sismicité
Commune située dans une zone de sismicité modérée.

### Hydrographie

#### Réseau hydrographique
La commune est dans le bassin versant du Rhin au sein du bassin Rhin-Meuse. Elle est drainée par le canal du Rhone au Rhin, le Rhin, l'Ill, le Rhin Tordu, la rivière Schwarzwasser, la Petite Ill, le canal d'Alimentation de l'Ill et le canal d'alimentation du Bassin de Plobsheim,.
Le canal du Rhône au Rhin, d'une longueur de 133 km, relie la Saône, affluent navigable du Rhône, au Rhin, par la vallée du Doubs et son prolongement en Haute Alsace jusqu'à Niffer sur le Rhin, un autre prolongement rejoignant Strasbourg par la canalisation de l'Ill.
Le Rhin, long de 1 233 km est le plus long fleuve se déversant dans la mer du Nord et de l'une des voies navigables les plus fréquentées du monde. Il traverse la Suisse, l'Autriche, l'Allemagne et les Pays-Bas et marque la frontière entre l'Allemagne et la France. Les caractéristiques hydrologiques du Rhin sont données par la station hydrologique située sur la commune de Strasbourg. Le débit moyen mensuel est de 1 080 m3/s. Le débit moyen journalier maximum est de 3 810 m3/s, atteint lors de la crue du 16 juillet 2021. Le débit instantané maximal est quant à lui de 4 000 m3/s, atteint le 17 juillet 2021.
L'Ill, d'une longueur de 217 km, prend sa source dans la commune de Winkel et se jette  dans le Grand Canal d'Alsace à Offendorf, après avoir traversé 68 communes. Les caractéristiques hydrologiques de l'Ill sont données par la station hydrologique située sur la commune de Fegersheim. Le débit moyen mensuel est de 41,5 m3/s. Le débit moyen journalier maximum est de 62 m3/s, atteint lors de la crue du 1er juin 2013. Le débit instantané maximal est quant à lui de 66,7 m3/s, atteint le 30 juillet 2014.
Le Rhin Tordu, d'une longueur de 22 km, prend sa source dans la commune de Plobsheim et se jette  dans l'Ill à Strasbourg, après avoir traversé quatre communes.
La rivière Schwarzwasser, d'une longueur de 11 km, prend sa source dans la commune  et se jette  dans le Rhin en rive gauche à Strasbourg, après avoir traversé trois communes.

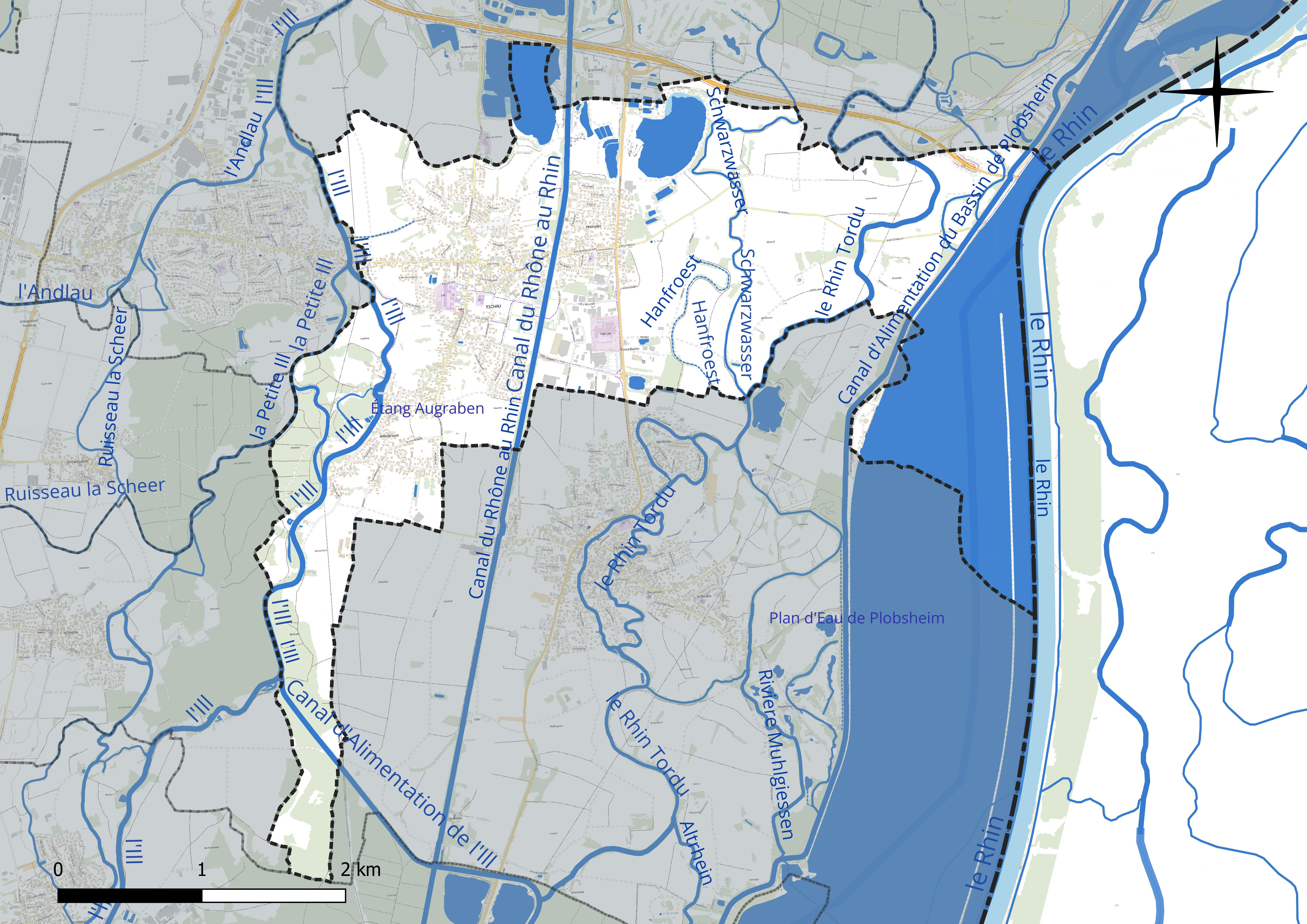
Réseau hydrographique d'Eschau.

Deux plans d'eau complètent le réseau hydrographique : le plan d'eau de Plobsheim, d'une superficie totale de 649,9 ha (136 ha sur la commune) et l'étang Augraben (0 ha),.

#### Gestion et qualité des eaux
Le territoire communal est couvert par le schéma d'aménagement et de gestion des eaux (SAGE) « Ill Nappe Rhin ». Ce document de planification concerne la nappe phréatique rhénane, les cours d'eau de la plaine d'Alsace et du piémont oriental du Sundgau, les canaux situés entre l'Ill et le Rhin et les zones humides de la plaine d'Alsace. Le périmètre s’étend sur 3 596 km2. Il a été approuvé le 17 janvier 2005. La structure porteuse de l'élaboration et de la mise en œuvre est la région Grand Est.
La qualité des cours d’eau peut être consultée sur un site dédié géré par les agences de l’eau et l’Agence française pour la biodiversité.

### Climat
Pour des articles plus généraux, voir Climat du Grand Est et Climat du Bas-Rhin.
En 2010, le climat de la commune est de type climat des marges montargnardes, selon une étude du Centre national de la recherche scientifique s'appuyant sur une série de données couvrant la période 1971-2000. En 2020, Météo-France publie une typologie des climats de la France métropolitaine dans laquelle la commune est exposée à un climat semi-continental et est dans la région climatique  Alsace, caractérisée par une pluviométrie faible, particulièrement en automne et en hiver, un été chaud et bien ensoleillé, une humidité de l’air basse au printemps et en été, des vents faibles et des brouillards fréquents en automne (25 à 30 jours).
Pour la période 1971-2000, la température annuelle moyenne est de 10,6 °C, avec une amplitude thermique annuelle de 17,8 °C. Le cumul annuel moyen de précipitations est de 668 mm, avec 8,4 jours de précipitations en janvier et 10,1 jours en juillet. Pour la période 1991-2020, la température moyenne annuelle observée sur la station météorologique de Météo-France la plus proche, « Strasbourg-Entzheim », sur la commune d'Entzheim à 8 km à vol d'oiseau, est de 11,4 °C et le cumul annuel moyen de précipitations est de 635,7 mm. 
La température maximale relevée sur cette station est de 38,9 °C, atteinte le 25 juillet 2019 ; la température minimale est de −23,6 °C, atteinte le 23 janvier 1942,,.
| Mois                                  | jan.             | fév.             | mars             | avril           | mai             | juin           | jui.           | août           | sep.            | oct.            | nov.             | déc.             | année      |
| ------------------------------------- | ---------------- | ---------------- | ---------------- | --------------- | --------------- | -------------- | -------------- | -------------- | --------------- | --------------- | ---------------- | ---------------- | ---------- |
| Température minimale moyenne (°C)     | −0,2             | 0                | 2,6              | 5,7             | 10,1            | 13,4           | 14,9           | 14,5           | 10,7            | 7,2             | 3,3              | 0,8              | 6,9        |
| Température moyenne (°C)              | 2,5              | 3,6              | 7,4              | 11,3            | 15,5            | 18,9           | 20,6           | 20,3           | 16,1            | 11,5            | 6,3              | 3,3              | 11,4       |
| Température maximale moyenne (°C)     | 5,2              | 7,3              | 12,1             | 17              | 20,9            | 24,4           | 26,4           | 26,1           | 21,6            | 15,8            | 9,4              | 5,9              | 16         |
| Record de froid (°C) date du record   | −23,6 23.01.1942 | −22,3 15.02.1929 | −16,7 04.03.1965 | −5,6 21.04.1938 | −2,4 11.05.1953 | 1,1 02.06.1936 | 4,9 07.07.1961 | 4,8 30.08.1998 | −1,3 27.09.1943 | −7,6 31.10.1950 | −10,8 30.11.1973 | −23,4 23.12.1938 | −23,6 1942 |
| Record de chaleur (°C) date du record | 17,5 10.01.1991  | 21,1 25.02.21    | 26,3 31.03.21    | 30 22.04.18     | 34,6 20.05.22   | 38,8 30.06.19  | 38,9 25.07.19  | 38,7 07.08.15  | 33,4 11.09.23   | 31 13.10.23     | 22,1 18.11.1926  | 18,6 31.12.22    | 38,9 2019  |
| Ensoleillement (h)                    | 555              | 858              | 1 464            | 1 869           | 2 091           | 2 264          | 2 397          | 2 242          | 1 735           | 1 004           | 552              | 442              | 17 473     |
| Précipitations (mm)                   | 35,4             | 34,1             | 38,6             | 41,8            | 77,2            | 68,5           | 71,9           | 61,3           | 54,6            | 59,5            | 47,6             | 45,2             | 635,7      |

| Diagramme climatique                                  |          |             |           |              |              |              |              |              |             |            |            |
| J                                                     | F        | M           | A         | M            | J            | J            | A            | S            | O           | N          | D          |
| 5,2−0,235,4                                           | 7,3034,1 | 12,12,638,6 | 175,741,8 | 20,910,177,2 | 24,413,468,5 | 26,414,971,9 | 26,114,561,3 | 21,610,754,6 | 15,87,259,5 | 9,43,347,6 | 5,90,845,2 |
| Moyennes : • Temp. maxi et mini °C • Précipitation mm |          |             |           |              |              |              |              |              |             |            |            |

Les paramètres climatiques de la commune ont été estimés pour le milieu du siècle (2041-2070) selon différents scénarios d'émission de gaz à effet de serre à partir des nouvelles projections climatiques de référence DRIAS-2020. Ils sont consultables sur un site dédié publié par Météo-France en novembre 2022.

### Toponymie
Eschau a eu comme précédents toponymes Hascgaugia, Hascowia, Aschowa et Eschowe.
Le mot Eschau se décompose en deux éléments, Esch ou die Esche, le frêne et die Au ou Aue désignant une île basse ou une étendue de terre ou de prairie humide au bord de l'eau. Eschau signifie donc « l'île aux frênes ». Le terme de « Au » est une appellation courante de part et d’autre du Rhin, notamment en plaine (comme pour Rhinau, Rheinau, Haguenau, La Robertsau ou La Wantzenau...).

### Voies de communications et transports

#### Voies routières
- La M 353 (Rocade sud de Strasbourg) reliant la M 35 au pont Pierre-Pflimlin qui relie la France à l'Allemagne.
- La M 468 reliant Bartenheim à Lauterbourg.
- La M 221 reliant Breuschwickersheim à Eschau.
- La M 222 reliant Hurtigheim à Plobsheim.

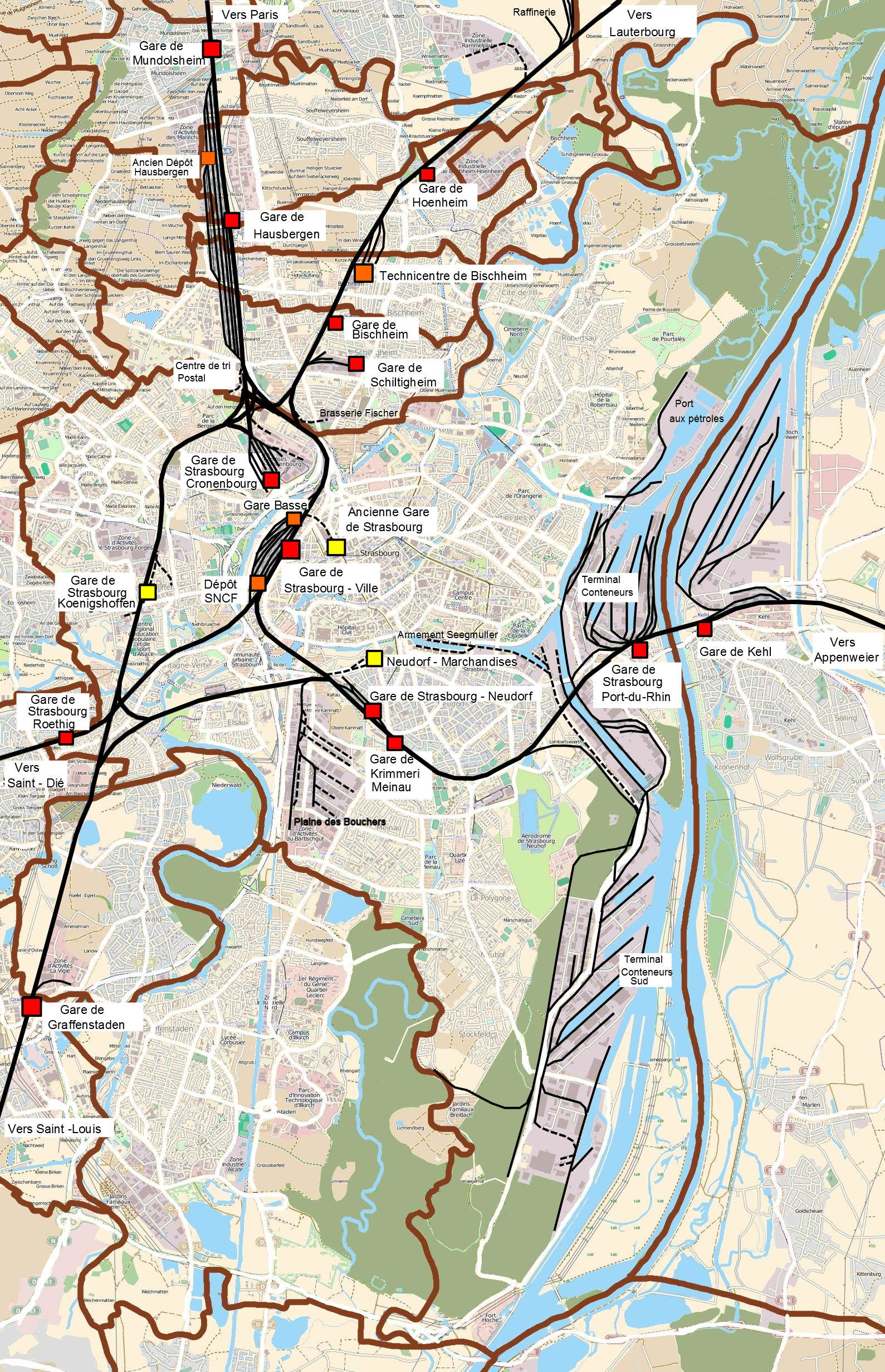
Plan du nœud ferroviaire de Strasbourg.

#### Transports en commun
- Compagnie des transports Strasbourgeois.
- Fluo Grand Est.

##### SNCF
- Pas de gare SNCF à Eschau, mais la Gare de Fegersheim - Lipsheim se situe à 3,5 km du centre de Eschau.

### Intercommunalité
Commune membre de l'Eurométropole de Strasbourg.

## Urbanisme

### Typologie
Au 1er janvier 2024, Eschau est catégorisée ceinture urbaine, selon la nouvelle grille communale de densité à sept niveaux définie par l'Insee en 2022.
Elle appartient à l'unité urbaine de Strasbourg (partie française), une agglomération internationale regroupant 23  communes, dont elle est une commune de la banlieue,,. Par ailleurs la commune fait partie de l'aire d'attraction de Strasbourg (partie française), dont elle est une commune de la couronne,. Cette aire, qui regroupe 268 communes, est catégorisée dans les aires de 700 000 habitants ou plus (hors Paris),.

### Occupation des sols
L'occupation des sols de la commune, telle qu'elle ressort de la base de données européenne d’occupation biophysique des sols Corine Land Cover (CLC), est marquée par l'importance des territoires agricoles (50,6 % en 2018), en diminution par rapport à 1990 (52,6 %). La répartition détaillée en 2018 est la suivante : 
terres arables (44,3 %), eaux continentales (17,7 %), zones urbanisées (15,2 %), forêts (8,1 %), zones agricoles hétérogènes (6,3 %), mines, décharges et chantiers (5,1 %), zones industrielles ou commerciales et réseaux de communication (3,3 %). L'évolution de l’occupation des sols de la commune et de ses infrastructures peut être observée sur les différentes représentations cartographiques du territoire : la carte de Cassini (XVIIIe siècle), la carte d'état-major (1820-1866) et les cartes ou photos aériennes de l'IGN pour la période actuelle (1950 à aujourd'hui).

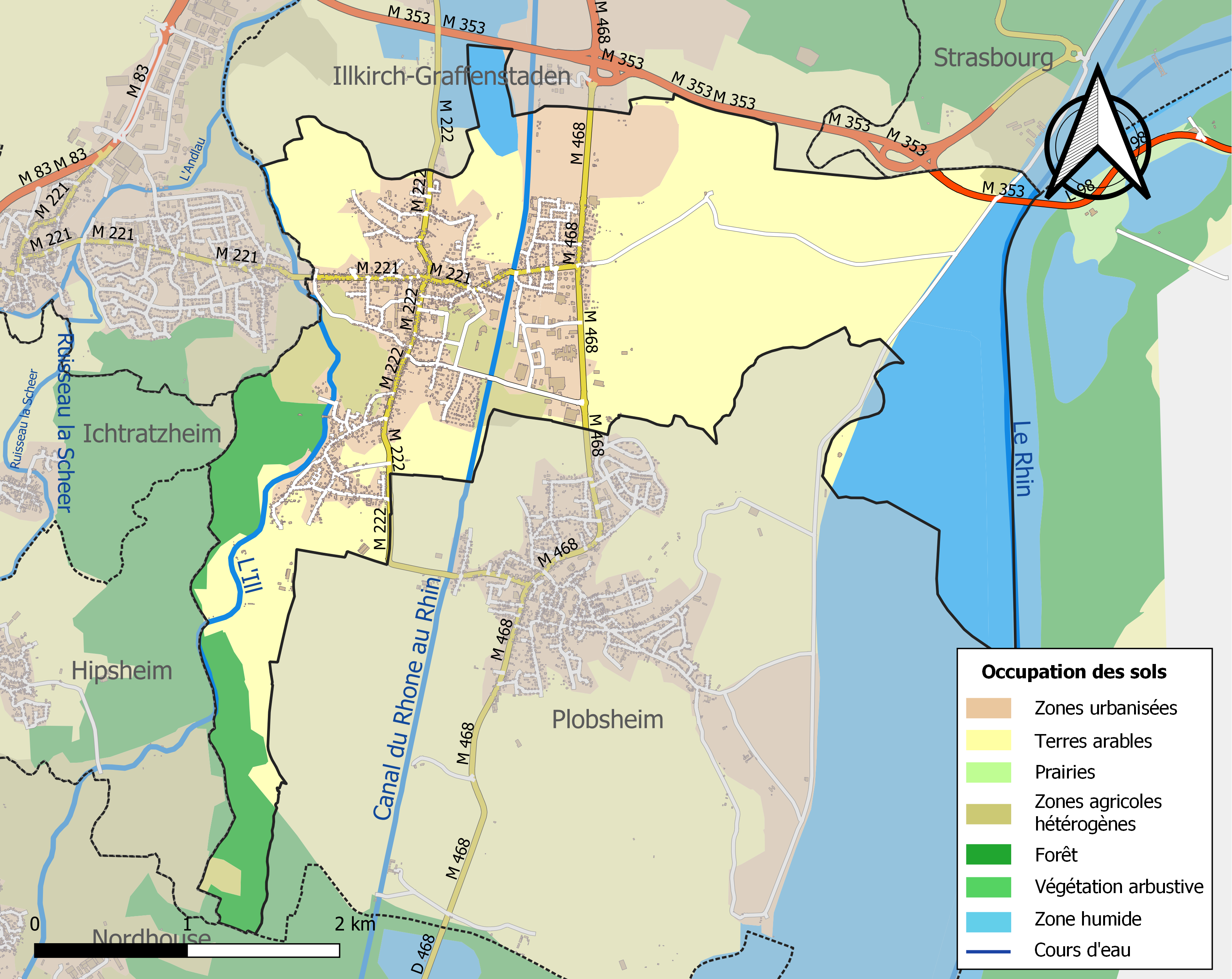
Carte des infrastructures et de l'occupation des sols de la commune en 2018 (CLC).

## Histoire
La commune est située sur l'ancienne voie romaine qui reliait Augusta Roracorum (Bâle) à Argentoratum (Strasbourg), aujourd’hui appelée « Route Romane d’Alsace ».
Eschau date du VIIIe siècle, vers 770, époque où l'évêque de Strasbourg Remigius fonda un couvent de bénédictines, dont l’abbaye constitua un lieu de pèlerinage important durant sept siècles et demi.
Dépendant de la seigneurie de Lichtenberg, le village était un fief des Rathsamhausen,.
Le jardin monastique rassemble, dans la tradition médiévale, des plantes médicinales. Le site est référencé dans le réseau Jardins d'Alsace et labellisé "Jardin remarquable".

### Héraldique
| Blason de Eschau | Blason  | D'azur à la gerbe de blé d'or. |
| Blason de Eschau | Détails |                                |

## Politique et administration

### Liste des maires
| Période                                  | Période                   | Identité                                   | Étiquette        | Qualité                                                                                     |
| ---------------------------------------- | ------------------------- | ------------------------------------------ | ---------------- | ------------------------------------------------------------------------------------------- |
| Les données manquantes sont à compléter. |                           |                                            |                  |                                                                                             |
| avant 1981                               | ?                         | Albert Wilhelm                             |                  |                                                                                             |
| ca. 1989                                 | mars 2001                 | Roland Schaal                              | SE-DVG (app. PS) | Vice-président de la CUS                                                                    |
| mars 2001                                | mars 2014                 | Jean-Louis Freyd                           | DVD              | Sculpteur sur bois, président de la Chambre de métiers du Bas-Rhin Vice-président de la CUS |
| mars 2014                                | En cours (au 31 mai 2020) | Yves Sublon Réélu pour le mandat 2020-2026 | DVD              | Chef d'entreprise Conseiller départemental d'Illkirch-Graffenstaden (2015 → )               |

## Population et société

### Démographie

#### Pyramide des âges
L'évolution du nombre d'habitants est connue à travers les recensements de la population effectués dans la commune depuis 1793. Pour les communes de moins de 10 000 habitants, une enquête de recensement portant sur toute la population est réalisée tous les cinq ans, les populations de référence des années intermédiaires étant quant à elles estimées par interpolation ou extrapolation. Pour la commune, le premier recensement exhaustif entrant dans le cadre du nouveau dispositif a été réalisé en 2006.

En 2022, la commune comptait 5 847 habitants, en évolution de +14,6 % par rapport à 2016 (Bas-Rhin : +3,17 %, France hors Mayotte : +2,11 %).
| 1793 | 1800 | 1806 | 1821  | 1831  | 1836  | 1841  | 1846  | 1851  |
| ---- | ---- | ---- | ----- | ----- | ----- | ----- | ----- | ----- |
| 970  | 948  | 974  | 1 232 | 1 265 | 1 268 | 1 222 | 1 239 | 1 336 |

| 1856  | 1861  | 1866  | 1871  | 1875  | 1880  | 1885  | 1890  | 1895  |
| ----- | ----- | ----- | ----- | ----- | ----- | ----- | ----- | ----- |
| 1 367 | 1 390 | 1 398 | 1 378 | 1 354 | 1 379 | 1 438 | 1 488 | 1 533 |

| 1900  | 1905  | 1910  | 1921  | 1926  | 1931  | 1936  | 1946  | 1954  |
| ----- | ----- | ----- | ----- | ----- | ----- | ----- | ----- | ----- |
| 1 616 | 1 691 | 1 675 | 1 607 | 1 627 | 1 710 | 1 712 | 1 719 | 1 822 |

| 1962  | 1968  | 1975  | 1982  | 1990  | 1999  | 2006  | 2011  | 2016  |
| ----- | ----- | ----- | ----- | ----- | ----- | ----- | ----- | ----- |
| 2 099 | 2 490 | 2 881 | 3 109 | 3 828 | 4 410 | 4 758 | 4 746 | 5 102 |

| 2021  | 2022  | - | - | - | - | - | - | - |
| ----- | ----- | - | - | - | - | - | - | - |
| 5 746 | 5 847 | - | - | - | - | - | - | - |

### Enseignement
Établissements d'enseignements :
- Écoles maternelles et primaires.
- Collège Sébastien Brant
- Lycées à Illkirch-Graffenstaden
- CFA Centre de Formation pour Apprentis

### Santé
Professionnels et établissements de santé : 
- Médecins à Eschau, Plobsheim, Fegersheim.
- Pharmacies à Eschau, Plobsheim, Fegersheim.
- Hôpitaux à Illkirch-Graffenstaden, Erstein.

### Cultes
- Culte catholique, Communauté de paroisses catholiques Fegersheim Eschau Ohnheim Plobsheim[38], Diocèse de Strasbourg.
- Culte protestant, Paroisse de Plobsheim-Eschau[39].

## Économie

### Entreprises et commerces

#### Agriculture
- Culture de céréales, de légumineuses et de graines oléagineuses.
- Élevage de chevaux et d'autres équidés.
- Élevage de vaches laitières.
- Élevage d'autres animaux.

#### Tourisme
- Hôtellerie et restauration.
- Gîtes de France.
- Maison puis Hôtel-restaurant Au Cygne[40].

#### Commerces et services
- Commerces et services de proximité.
- Eschau est le siège de l'entreprise de machines-outils Huron (ex- Huron Graffenstaden ; appartient depuis 2007 au groupe indien Jyoti)[41].
- Centre national de formation d'apprentis facteurs d'orgues.

## Culture

Musée de la Tuile.
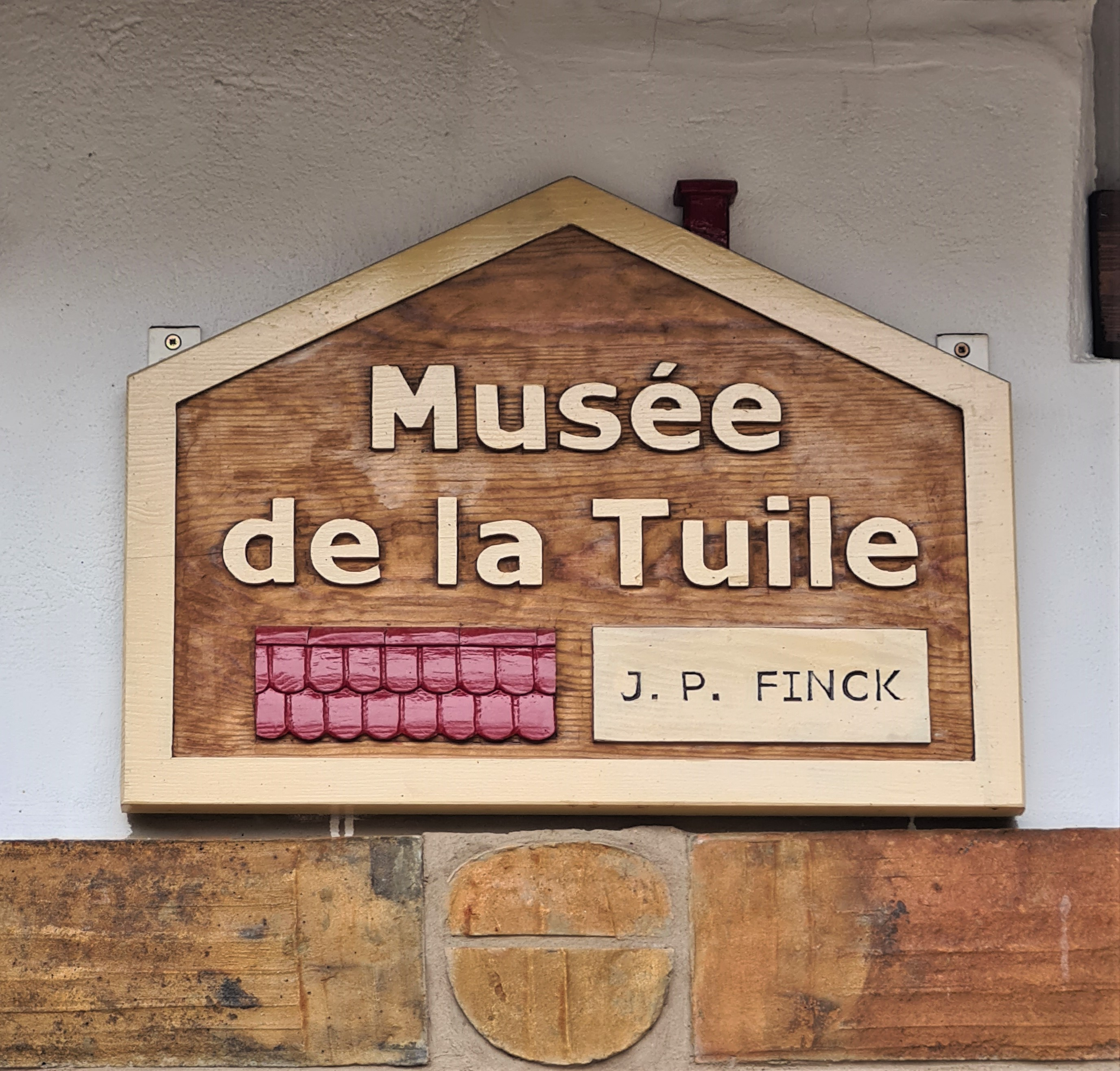
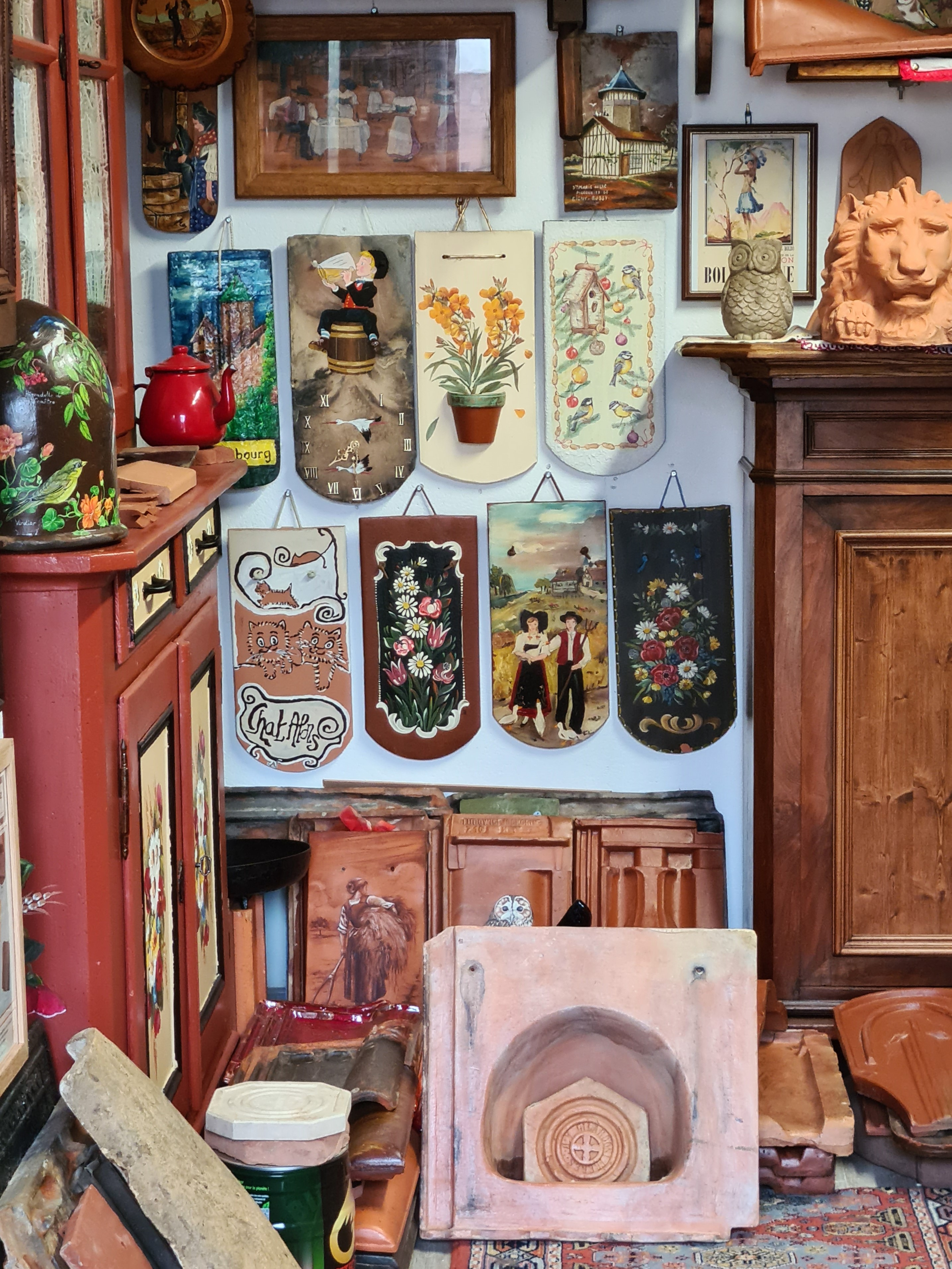
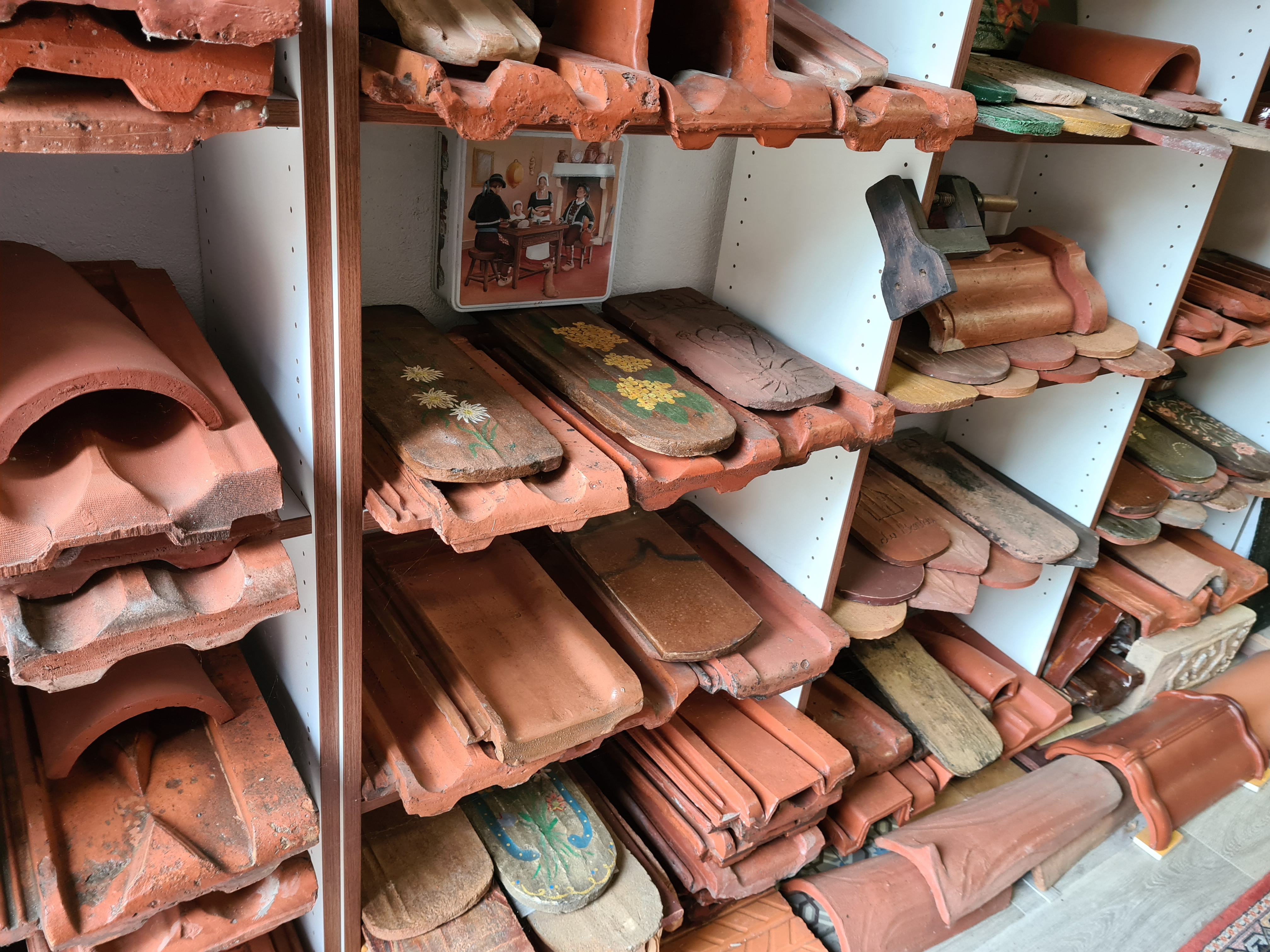
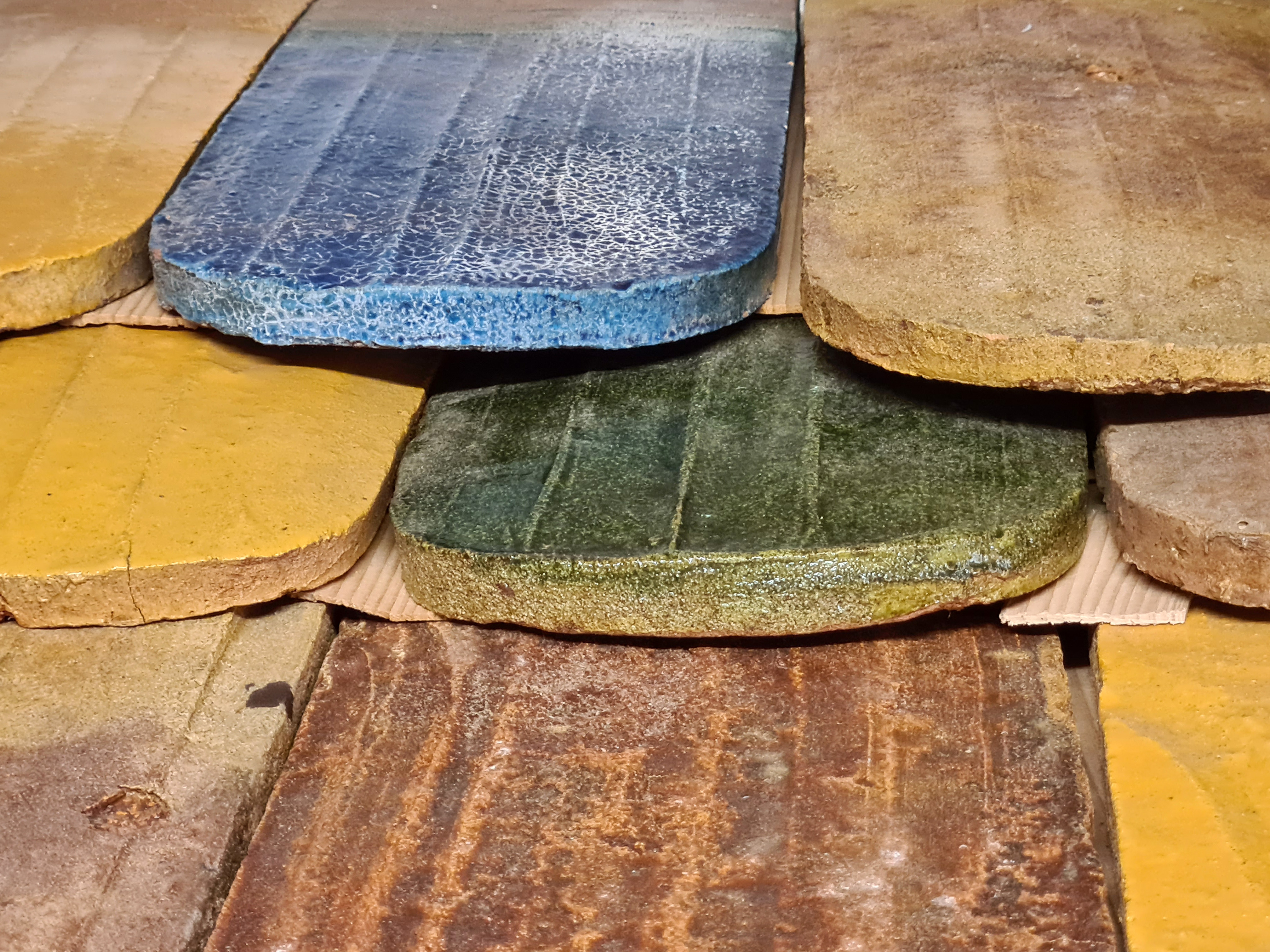
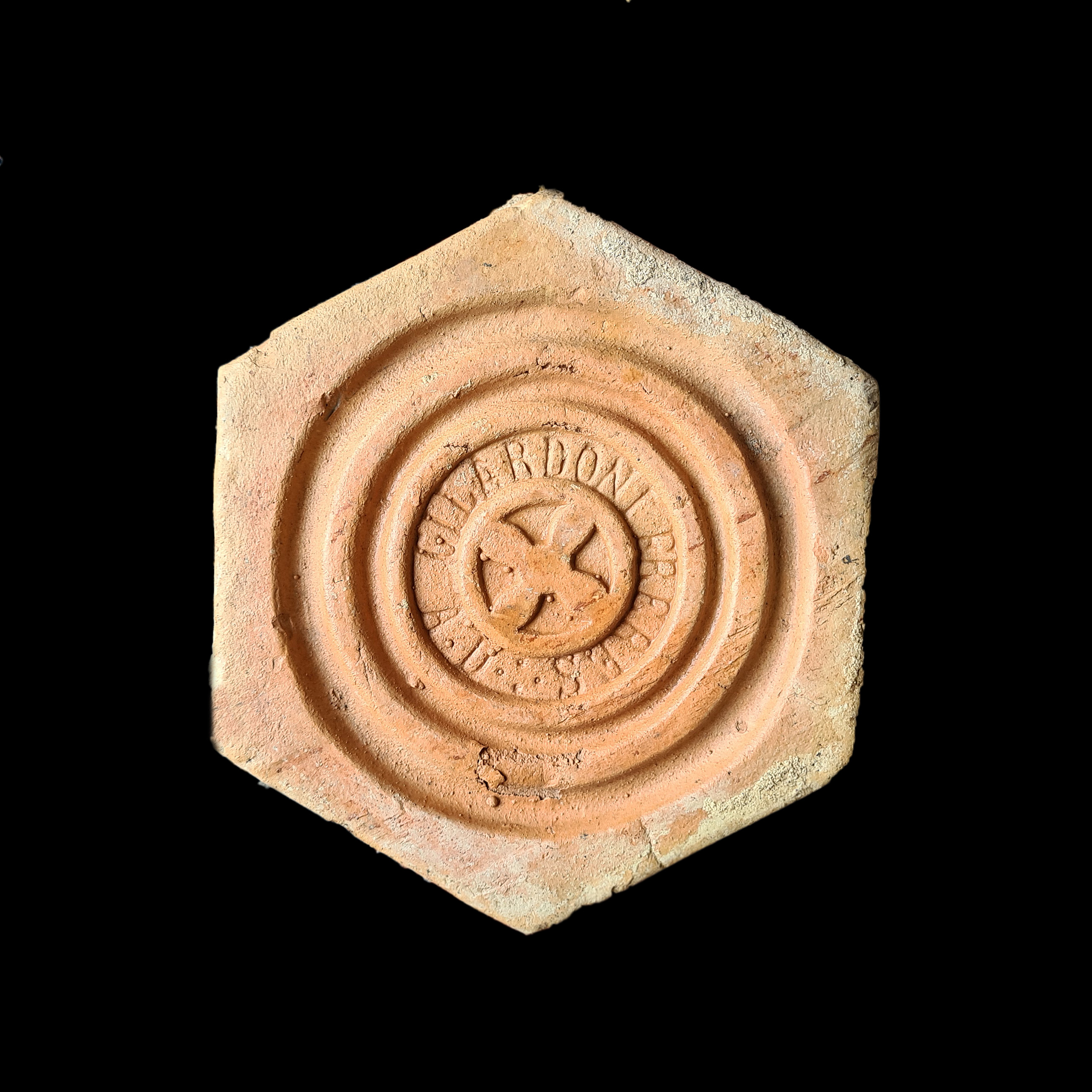

## Événements et fêtes
- Fin du mois d'août : messti du village.

## Jumelages
Eschau est jumelée avec :
- Hohberg (Allemagne), Ancienne commune de Hofweier ;
- Goldscheuer (Allemagne).

## Lieux et monuments
- Abbatiale Saint-Trophime et l'ancienne abbaye Sainte-Sophie.

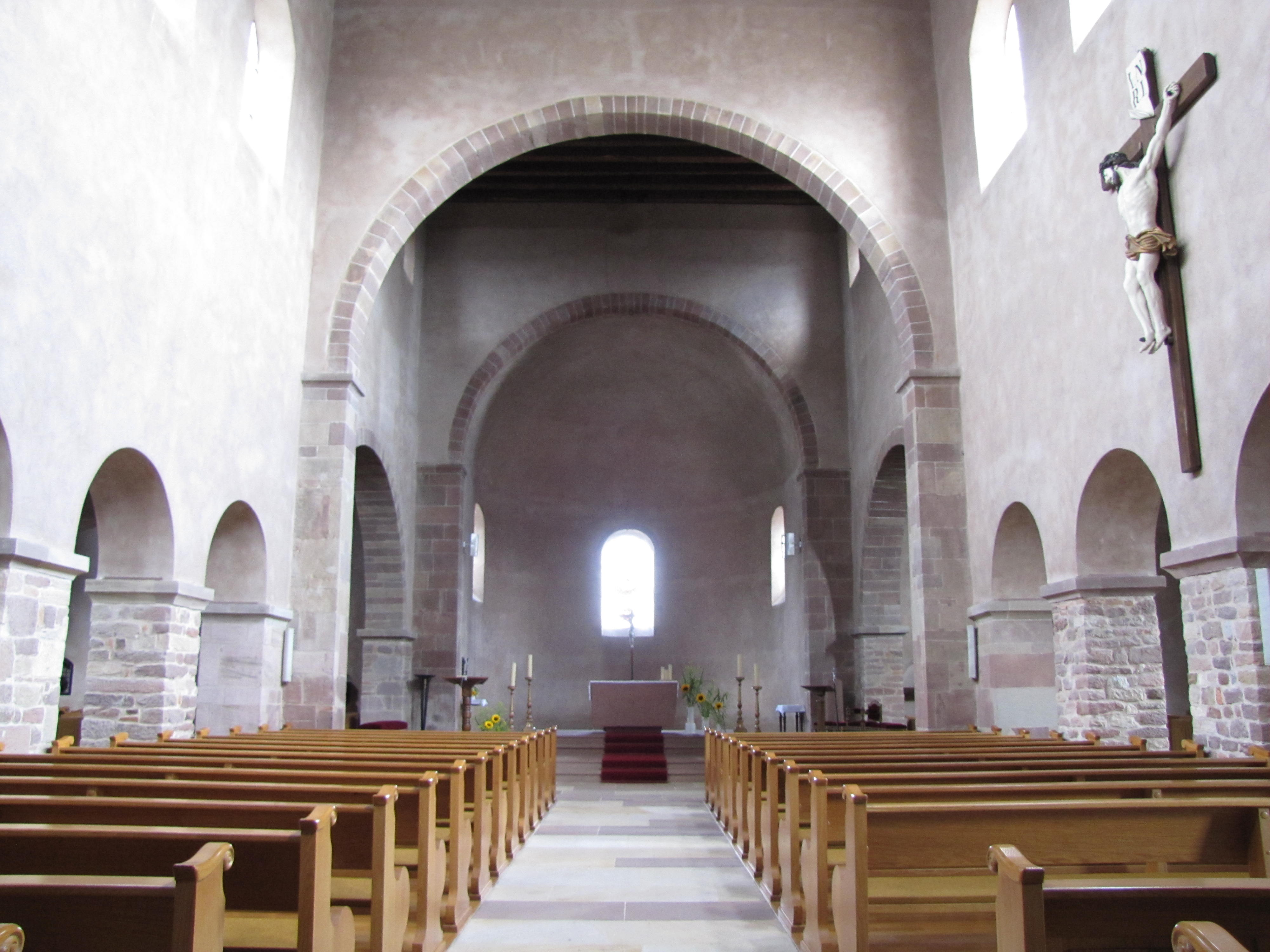
Vue intérieure de la nef romane.
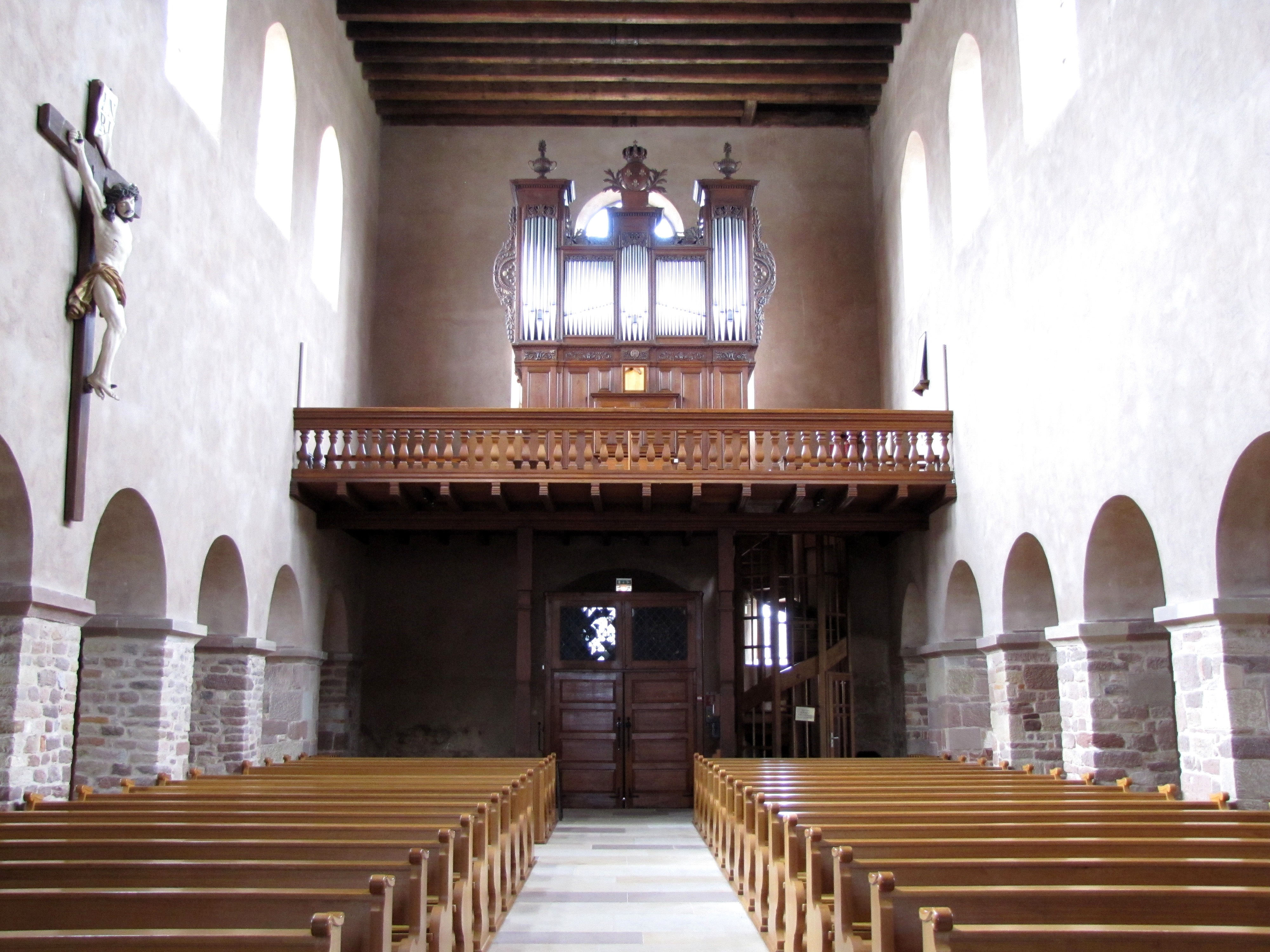
Vue intérieure de la nef vers la tribune d'orgue[42],[43].
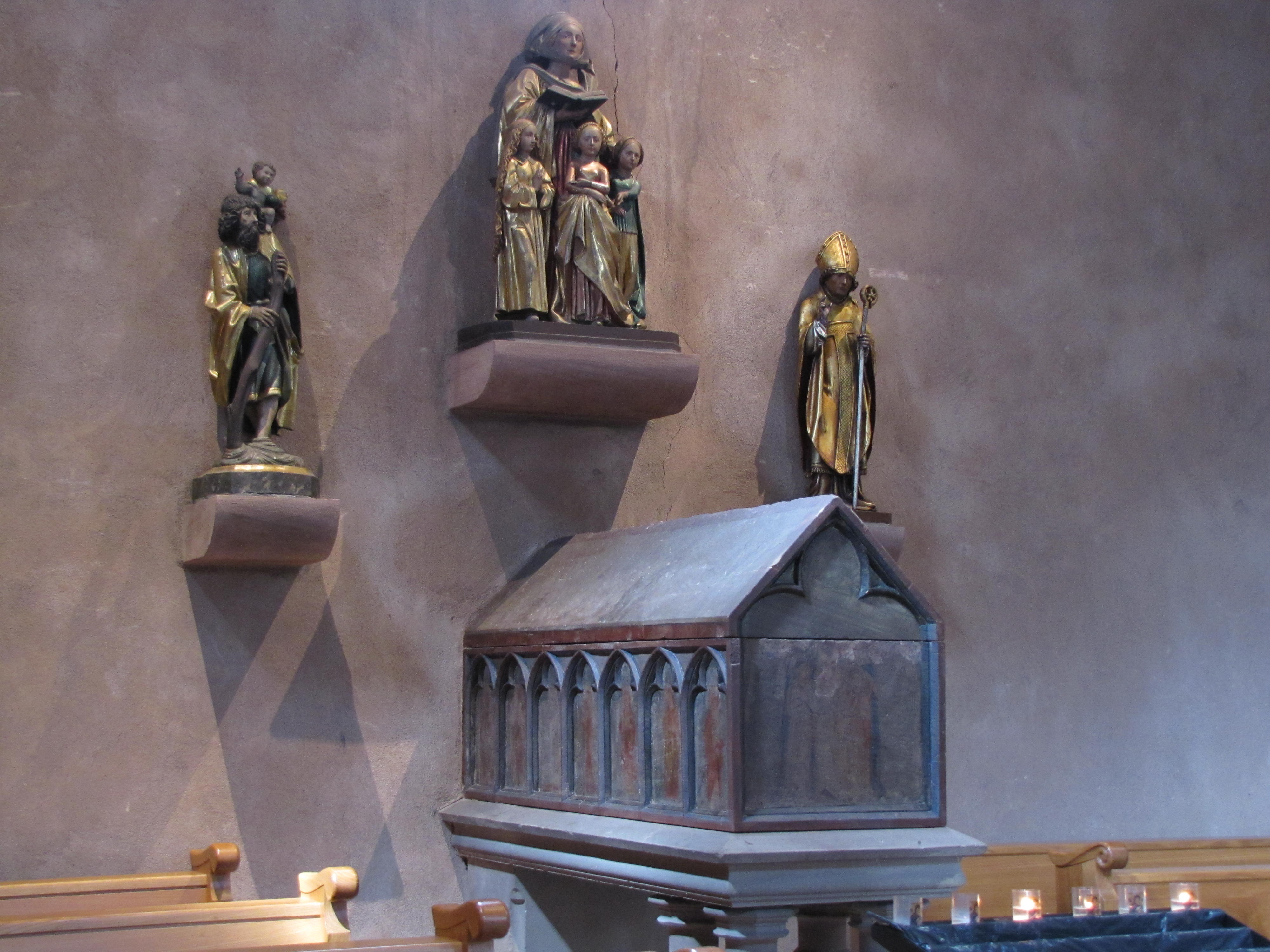
Châsse de sainte Sophie (XIVe siècle)[44].
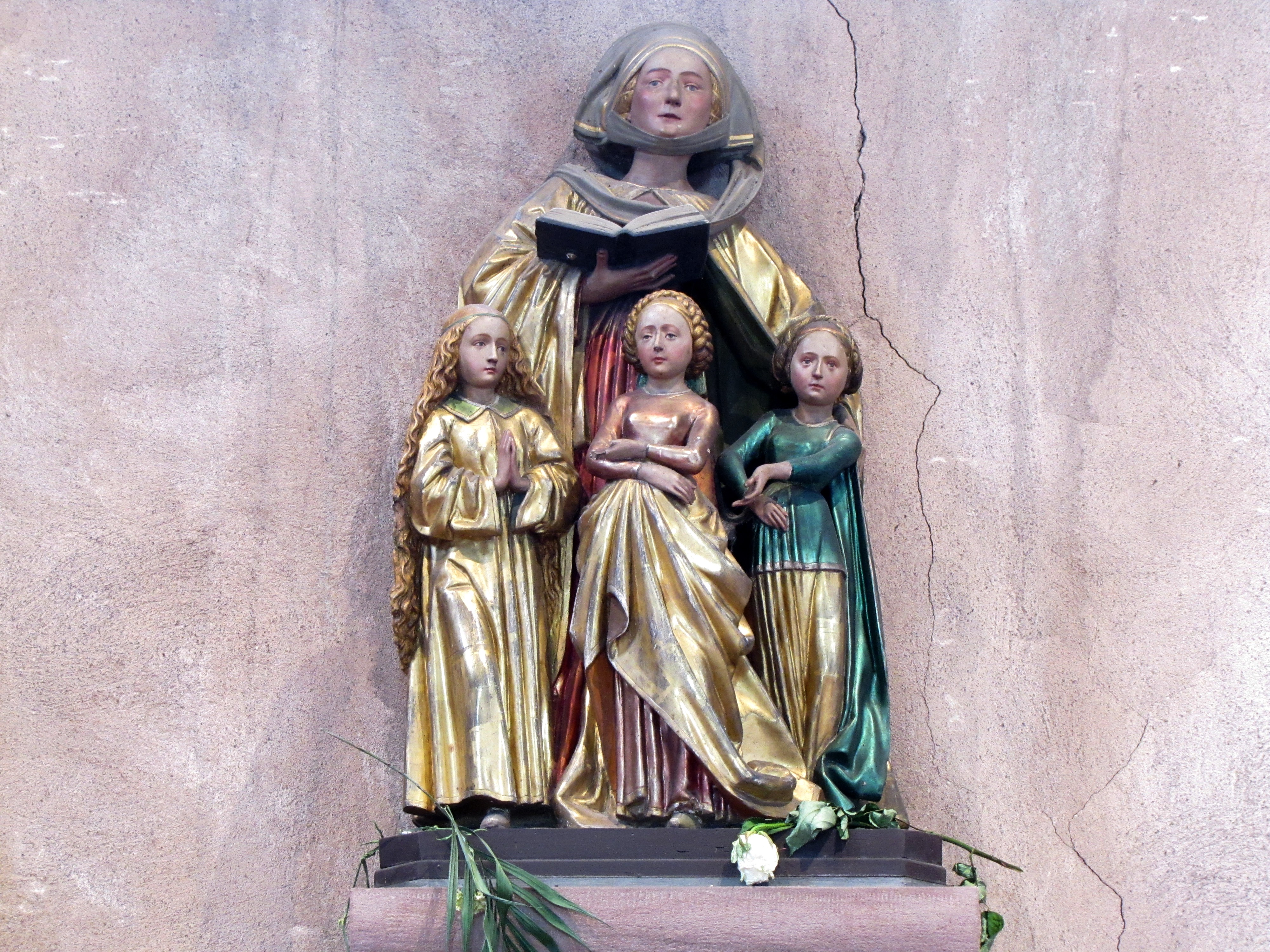
Groupe sculpté sainte Sophie et ses trois filles (1470)[45].

L'église Saint-Trophime, est une abbatiale préromane qualifié d'ottonien du Xe siècle. L'église est la deuxième plus ancienne d'Alsace. Elle se présente comme une basilique à trois nefs dont la nef centrale est anormalement large. Les bras du transept sont plus bas que la nef et font figure d'éléments indépendants. Le chœur prolonge directement la nef, sans avant-chœur. De l'abbaye, ruinée à la Révolution, ne subsiste plus aujourd'hui que l'abbatiale romane.
- Presbytère[47].
- Le jardin monastique et ses plantes médicinales, issu en 1987 d'un ancien hôpital pour pèlerins fondé en 1143[48].
- Puits[49].
- Croix monumentales[50],[51].
- Calvaire[52]

## Personnalités liées à la commune
- Remigius ou Remi de Strasbourg.
- Ernest Muhleisen (1897-1981), facteur d'orgue installé  Eschau en 1941.